# Willy Raes
Willy Raes (ca. 1946) is een Belgisch voormalig rolschaatser.

## Levensloop
Raes werd viermaal achtereenvolgens (1963-1966) wereldkampioen (weg) op het onderdeel 'halve marathon'.

## Palmares

### Weg
- Wereldkampioenschappen
  - 1963 in het Franse Nantes
    -  op de halve marathon

  - 1964 in het Spaanse Madrid
    -  op de halve marathon

  - 1965 in het Belgische Wetteren
    -  op de halve marathon

  - 1966 in het Argentijnse Mar del Plata
    -  op de 10.000 meter
    -  op de halve marathon

  - 1968 in het Italiaanse Alte Montecchio
    -  op de 5.000 meter
    -  op de halve marathon

### Piste
- Europese kampioenschappen
  - 1967 in het Duitse Inzell
    -  op de 5.000 meter